# Alfonso Nieto Tamargo
Alfonso Nieto Tamargo (Oviedo, Asturias, 23 de mayo de 1932-Pamplona, Navarra, 2 de febrero de 2012) fue un abogado (Doctor en Derecho) y periodista español. Fue rector de la Universidad de Navarra (1979-1991).

## Biografía
Hijo de Manuel Nieto Arrue y Clementina Tamargo Areces, estudió en el Colegio de la Inmaculada de Gijón y se licenció en Derecho en 1954 por la Universidad de Oviedo obteniendo el premio extraordinario fin de carrera "Francisco Beceña". En 1957 se doctoró en Derecho en la misma universidad, donde fue profesor ayudante y adjunto de derecho mercantil hasta 1961. Tras realizar estudios de postgrado en la Sorbonne, Barcelona y Heidelberg, obtuvo el título de periodista y se incorporó como profesor a la Facultad de Ciencias de la Información de la Universidad de Navarra.
Entre 1969 y 1972 fue director del Instituto de Periodismo de la Universidad de Navarra, y desde 1972 hasta 1974, decano de la Facultad de Ciencias de la Información. En 1974 se incorporó como profesor de Empresa Informativa a la Facultad de Ciencias de la Información de la Universidad Complutense de Madrid, y dos años después obtuvo la Cátedra, siendo el primer catedrático de Empresa Informativa en España.
Tras ocupar el cargo de vicerrector de la Universidad de Navarra durante dos años (1977-1979), fue rector de la universidad (1979-1991).

## Premios
- Journal of Media Economics Award of Honor (1998)
- Medalla de Oro de la Universidad de Navarra (2002)
- Doctor honoris causa por la Universidad Austral de Buenos Aires (2002)
- Doctor honoris causa por la Facultad de Comunicación Institucional de la Pontificia Universidad de la Santa Cruz (Roma), (16 de abril de 2007)
- Cruz de Carlos III El Noble de Navarra (2009).[5][6]

## Publicaciones
Publicó 14 libros, entre los que destacan, por orden cronológico:
- El concepto de empresa periodística (1967)
- La empresa periodística en España (1973)
- La prensa gratuita (1984)
- Cartas a un empresario de la información (1987)
- Concentración informativa en España: Prensa diaria (1989)
- Empresa informativa (1993)

| Predecesor: Francisco Ponz Piedrafita | Rector de la Universidad de Navarra 1979-1991 | Sucesor: Alejandro Llano Cifuentes |